# Smaragd szív – Az örökös
A Smaragd szív – Az örökös (eredeti cím: Corazón esmeralda) 2014-es venezuelai telenovella, amit Vivel Nouel alkotott. A főbb szerepekben Irene Esser, Luis Gerónimo Abreu, Mimí Lazo, Jorge Reyes, Dora Mazzone, María Antonieta Duque, Juliet Lima, Cristóbal Lander, Jean Carlo Simancas, Sheryl Rubio és José Ramón Barreto látható.
Venezuelában a Venevisión mutatta be 2014. március 3-án. Magyarországon az RTL II tűzte műsorra 2015. március 2-án.

## Történet
|  | Alább a cselekmény részletei következnek! |

César Salvatierra, a Salvatierra birodalom alapítója összehívja volt feleségeit gyerekeikkel együtt a házába. Jelen van még hűséges inasa feleségével, valamint élettársa, a fiatal és pénzéhes Lorena. Mivel gyógyíthatatlan betegségben szenved, és nem akar fizikailag leépülni, elbúcsúzik számító volt feleségeitől és gyerekeitől, majd főbe lövi magát a jelenlévők szeme láttára. Előzőleg megkéri ügyvédjét, Juan Andrést, hogy keresse meg ötödik gyermekét, aki élete nagy szerelmétől, Marinától született, de anyjával együtt nyom nélkül eltűnt. A sors iróniája, hogy César halála napján megismerte a Marinától született lányát, Beatrizt, aki környezetvédő tüntetést szervezett apja cége elé. Beatriz azonban nem tudja, hogy César az apja, ugyanis anyja, hogy az apa kilétére sose derüljön fény, nevet változtatott. Juan Andrés közli a családdal, hogy a végrendeletet csak három hónap múlva lehet felolvasni, az ötödik örökös jelenlétében, és César végakarata szerint addig az egymással civakodó exeknek César házában kell lakniuk. A pénzéhes volt feleségek és gyerekeik próbálják semmissé tenni a végakaratot, ám César mindenre gondolt, így kénytelenek kibírni egymást, míg letelik a három hónap.

## Szereplők
| Színész                | Szerep                                                           | Magyar hang           |
| ---------------------- | ---------------------------------------------------------------- | --------------------- |
| Irene Esser            | Beatriz Elena Beltrán Jiménez / Beatriz Elena Salvatierra Lozano | Csifó Dorina          |
| Luis Gerónimo Abreu    | Juan Andrés Montalvo Cordero                                     | Szatmári Attila       |
| Mimí Lazo              | Federica del Rosario Pérez                                       | Kocsis Mariann        |
| Jorge Reyes            | Marcelo Egaña                                                    | Sótonyi Gábor         |
| Dora Mazzone           | Hortensia Palacios                                               | Farkasinszky Edit     |
| María Antonieta Duque  | Blanca Aurora López                                              | Bertalan Ágnes        |
| Juliet Lima            | Vanessa Villamizar                                               | Sallai Nóra           |
| Cristóbal Lander       | Luis David Montalvo León                                         | Gubányi György István |
| Jean Carlo Simancas    | César Augusto Salvatierra                                        | Koncz István          |
| Mariángel Ruiz         | Marina Lozano / María Victoria Jiménez                           | Czifra Krisztina      |
| Flavia Gleske          | Fernanda Salvatierra Pérez                                       | Kis-Kovács Luca       |
| Paula Woyzechowsky     | Elia Magdalena Salvatierra Palacios                              | Mezei Kitty           |
| Sheryl Rubio           | Rocío del Alba Salvatierra López                                 | Bogdányi Titanilla    |
| Daniel Martínez Campos | Napoleón Antonio Salvatierra López                               | Markovics Tamás       |
| Myriam Abreu           | Lorena Martínez                                                  | Roatis Andrea         |
| José Ramón Barreto     | Miguel de Jesús Blanco                                           | Pálmai Szabolcs       |
| Sindy Lazo             | Melinda Guaramato                                                | Dögei Éva             |
| Flor Elena González    | Isabel Cordero de Montalvo                                       | Menszátor Magdolna    |
| Beatriz Vázquez        | Luisa Amelia de Blanco                                           | Szórádi Erika         |
| Alejandro Mata         | Silvestre Montalvo                                               | Várkonyi András       |
| Julio Pereira          | Ramón José Blanco                                                | Kapácsy Miklós        |
| Adolfo Cubas           | Rodrigo Beltrán                                                  | Rosta Sándor          |
| Ludwig Pineda          | Domingo Renjifo                                                  | Csuha Lajos           |
| Josué Villaé           | Bruno Álvarez                                                    | Bor László            |
| Rhandy Piñango         | Jaime Batista                                                    | Gyurin Zsolt          |
| Carmen Alicia Lara     | Liliana Blanco                                                   | Szabó Zselyke         |

## Fordítás
- Ez a szócikk részben vagy egészben  a   Corazón esmeralda című spanyol Wikipédia-szócikk fordításán alapul.  Az eredeti cikk szerkesztőit annak laptörténete sorolja fel. Ez a jelzés csupán a megfogalmazás eredetét és a szerzői jogokat jelzi, nem szolgál a cikkben szereplő információk forrásmegjelöléseként.